# Chevrolet Corvette C7.R
Chronologie des modèles (2014)
Chevrolet Corvette C6.R GT2
Chevrolet Corvette C6.R Chevrolet Corvette C8.R
La Chevrolet Corvette C7.R est une voiture de course développée conjointement par le constructeur américain Chevrolet, et par ses filiales Pratt & Miller et Corvette Racing entre 2014 et 2019. Elle fait suite à la Chevrolet Corvette C6.R. Le modèle de course a été développé à partir de la version routière "Z06" de la Chevrolet Corvette (C7).

## Histoire en compétition
Elle est homologuée pour courir dans la catégorie GTE/GTLM (Grand Tourisme Endurance) de l'Automobile Club de l'Ouest. Elle participe au championnat organisé par l'IMSA, et c'est pourquoi elle est engagée par l'écurie officielle Corvette Racing dès 2014 aux 24 Heures de Daytona. La voiture américaine participe également au WEC dans lequel elle dispute les 24 Heures du Mans.

### Résultats aux 24 heures du Mans
| Année | Équipe             | Numéro | Pilotes                                             | Résultat (classement général) |
| ----- | ------------------ | ------ | --------------------------------------------------- | ----------------------------- |
| 2014  | Corvette Racing    | 73     | Jan Magnussen Antonio Garcia Jordan Taylor          | 16e                           |
| 2014  | Corvette Racing    | 74     | Oliver Gavin Richard Westbrook Tom Milner           | 20e                           |
| 2015  | Larbre Compétition | 50     | Gianluca Roda Paolo Ruberti Kristian Poulsen        | Abandon                       |
| 2015  | Corvette Racing    | 63     | Jan Magnussen Ryan Briscoe Antonio Garcia           | Non-partant                   |
| 2015  | Corvette Racing    | 64     | Oliver Gavin Jordan Taylor Tom Milner               | 17e                           |
| 2016  | Larbre Compétition | 50     | Pierre Ragues Yutaka Yamagishi Jean-Philippe Belloc | 37e                           |
| 2016  | Corvette Racing    | 63     | Jan Magnussen Antonio Garcia Ricky Taylor           | 25e                           |
| 2016  | Corvette Racing    | 64     | Oliver Gavin Tom Milner Jordan Taylor               | Abandon                       |
| 2017  | Larbre Compétition | 50     | Romain Brandela Christian Philippon Fernando Rees   | 48e                           |
| 2017  | Corvette Racing    | 63     | Jan Magnussen Antonio Garcia Jordan Taylor          | 19e                           |
| 2017  | Corvette Racing    | 64     | Oliver Gavin Tom Milner Marcel Fassler              | 24e                           |